# کلودیو لومباردو
کلودیو لومباردو (انگلیسی: Claudio Lombardo؛ زادهٔ ۲۷ مهٔ ۱۹۶۳) بازیکن فوتبال اهل ایتالیا است.
از باشگاه‌هایی که در آن بازی کرده‌است می‌توان به باشگاه فوتبال اینتر میلان، باشگاه فوتبال پروجا، باشگاه فوتبال کوزنتسا کالچو، باشگاه فوتبال پارما، و باشگاه فوتبال سالرنیتانا اشاره کرد.